# كاليماسيا (هيوس)
كاليماسيا (Καλλιμασιά) هي مدينة في هيوس في اليونان.
يبلغ عدد سكانها حوالي 831 نسمة.